# Agbangnizoun
Agbangnizoun est une commune du Bénin, située à environ 20 km d'Abomey, dans le département du Zou.

## Histoire et Toponymie
La Commune d’Agbangnizoun est, à l’origine, une forêt proche du fleuve Couffo reconnue des chasseurs comme un refuge des antilopes qui se faisaient appeler Agbanlin zounmè (dans la forêt des antilopes) d'où le nom de la Commune d'Agbangnizoun par déformation.
L’histoire de la commune d’Agbangnizoun a été fortement influencée par celle du Royaume d’Abomey dont elle dépendait. D’ailleurs la présence du palais annexe du Roi Guézo (1818-1858) à Agbangnizoun, et de celui de Glèlè (1858-1889) dans l’actuel arrondissement de Sinwé en sont des preuves tangibles. 
Les premiers occupants de ce territoire, d’après plusieurs sources historiques, étaient des Adja-Popo qui s’étaient installés à Adingnigon vers 1600. La conquête du territoire par le Royaume d’Abomey date du règne de Houégbadja (1645-1685) et s’est probablement poursuivie avec son fils Agbohessou un prince chasseur.  Une forte influence du Royaume d’Abomey qui fait qu’aujourd’hui les danses et rythmes traditionnels sont inspirés de la cour royale et transmis de génération en génération.

## Géographie

### Localisation
| Klouékanmè | Abomey         | Bohicon    |
| Klouékanmè | d'Agbangnizoun | Zogbodomey |
| Klouékanmè | Lalo           | Zogbodomey |

### Administration
Agbangnizoun fait partie des neuf communes que compte le département du Zou. Elle est composée de 53 villages et 10 arrondissements que sont :
1. Adahondjigon
2. Adingningon
3. Agbangnizoun
4. Kinta
5. Kpota
6. Lissazounmè
7. Sahé
8. Siwé
9. Tanvé
10. Zoungoudo

## Démographie
Lors du recensement de 2013 (RGPH-4), la commune comptait 72 549 habitants. Dans un livre dirigé par Agossou Arthur Vido et Paul Akogni, Paul Akogni s'est intéressé au potentiel patrimonial de la commune.

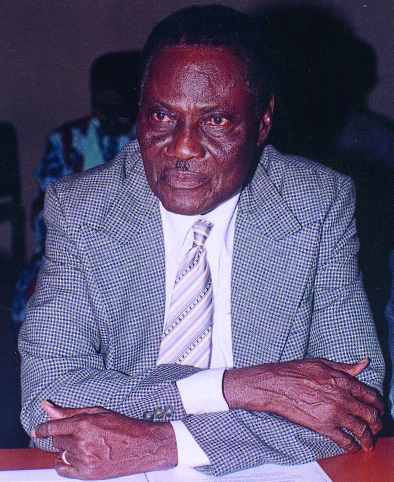
justin Todan, ancien maire d'Agbangnizoun